# オーブリー・コトル
オーブリー・コトル（Aubrey Cottle、1986年/1987年） は、カナダのハッカー、ソフトウェアエンジニア、コンピュータセキュリティ研究者でありハクティビスト集団「アノニマス」の創設メンバー、ドラッグ専門の匿名掲示板「420chan」開設者である。

## アノニマス

### 初期
コトルは、2000年代半ばに4chanとSomething Awfulのアクティブユーザーだった。そこではユーザー同士がお互いのことを「アノニマス」と呼んでいた。
2000年代後半にアノニマスは組織化し、4chanは積極行動主義に走るアノニマスを取り締まるようになる。居場所を失ったアノニマスはコトルの管理する420chanに移行し、コトルはハクティビスト集団「アノニマス」の創設に関与することになる。ちなみにコトルとその友人たちはアノニマスのシンボルとしてガイ・フォークスのマスクを使い始めた最初のメンバーでもある。

### 2020年の再出現
その後、コトルは逮捕を恐れてアノニマスと距離を置き、エンジニアに転向した。2021年のインタビューではアノニマスを引退してから数年間が経っており、アノニマスの運動には継続的に関わっていなかったと語っている。しかし、アノニマスと似た手法を取り入れて成長する、オルタナ右翼の陰謀論運動「Qアノン」に強い危機感を覚え始めたコトルは、2020年にアノニマスの創設者であることを告白し、Qアノンと戦うため活動を再開した。

## メディア出演
- Q: Into the Storm（2021年3月21日 - 4月4日、HBO）
- アンチソーシャル・ネットワーク: 現実と妄想が交錯する世界（2024年4月5日、Netflix）